# Liniové ostrovy

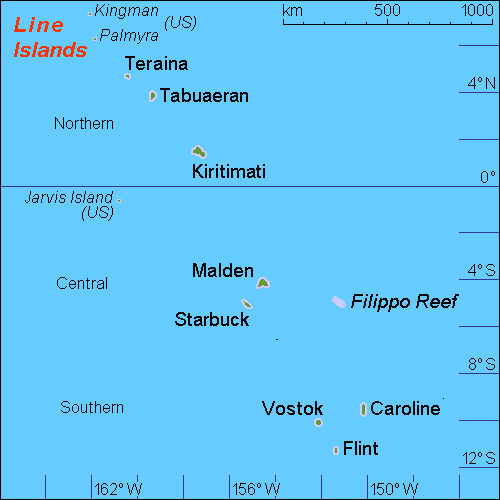
Liniové ostrovy

Liniové ostrovy (anglicky Line Islands, též Teraina Islands či Equatorial Islands) jsou řetězec jedenácti atolů a nízkých korálových ostrovů v centrálním Tichém oceánu, jižně od Havajských ostrovů. Ve směru severozápad – jihovýchod dosahují celkové délky 2350 km, což z Liniových ostrovů činí jeden z nejdelších ostrovních řetězců na světě. Osm z ostrovů je součástí republiky Kiribati, zbylé tři jsou teritoria Spojených států, které je spravují v rámci Menších odlehlých ostrovů. Řetězec je geograficky rozdělen do tří skupin: Severních, Centrálních a Jižních Liniových ostrovů.
Ostrovy patřící Kiribati se nacházejí v UTC+14, což je časové pásmo, kde nejdříve začíná nový den. Mají zde stejný čas jako na Havajských ostrovech, je však posunut o den dopředu. Tři ostrůvky Spojených států se nacházejí v pásmu UTC-10, stejně jako Havaj.
Kiritimati je největším atolem na světě.
Ostrovy byly v roce 1888 anektovány Spojeným královstvím s výhledem na položení pacifického telegrafního kabelu, přičemž Fanningův ostrov se měl stát retranslační stanicí. Kabel byl skutečně položen a fungoval mezi lety 1902 a 1963.

## Seznam atolů, ostrovů a útesů
| Název                         | Rozloha (km²)           | Laguna (km²)            | Počet obyvatel          | Souřadnice                       | Status                            |
| Severní Liniové ostrovy       | Severní Liniové ostrovy | Severní Liniové ostrovy | Severní Liniové ostrovy | Severní Liniové ostrovy          | Severní Liniové ostrovy           |
| ----------------------------- | ----------------------- | ----------------------- | ----------------------- | -------------------------------- | --------------------------------- |
| Kingmanův útes                | 0,01                    | 60                      | 0                       | 6°24′36″ s. š., 162°21′36″ z. d. | nezačleněné území Spojených států |
| Palmyra                       | 3,9                     | 8                       | 4                       | 5°52′48″ s. š., 162°4′48″ z. d.  | začleněné území Spojených států   |
| Teraina (Washingtonův ostrov) | 9,55                    | 2                       | 1155                    | 4°40′48″ s. š., 160°22′48″ z. d. | součást Kiribati                  |
| Tabuaeran (Fanningův ostrov)  | 33,73                   | 110                     | 2539                    | 3°52′12″ s. š., 159°22′12″ z. d. | součást Kiribati                  |
| Kiritimati (Vánoční ostrov)   | 388,39                  | 217,61                  | 5115                    | 1°53′24″ s. š., 157°23′24″ z. d. | součást Kiribati                  |
| Centrální Liniové ostrovy     |                         |                         |                         |                                  |                                   |
| Jarvisův ostrov               | 5                       | –                       | 0                       | 0°22′48″ j. š., 160°1′12″ z. d.  | nezačleněné území Spojených států |
| Maldenův ostrov               | 39,3                    | 13                      | 0                       | 4°1′12″ j. š., 154°55′48″ z. d.  | součást Kiribati                  |
| Filippův útes                 | –                       | 1,5                     | 0                       | 5°30′ j. š., 151°49′48″ z. d.    | nejistá existence                 |
| Starbuckův ostrov             | 16,2                    | 4                       | 0                       | 5°38′24″ j. š., 155°53′24″ z. d. | součást Kiribati                  |
| Jižní Liniové ostrovy         |                         |                         |                         |                                  |                                   |
| Caroline                      | 3,76                    | 6,3                     | 0                       | 9°57′ j. š., 150°12′36″ z. d.    | součást Kiribati                  |
| Vostok                        | 0,24                    | —                       | 0                       | 10°6′ j. š., 152°25′12″ z. d.    | součást Kiribati                  |
| Flint                         | 3,2                     | 0,01                    | 0                       | 11°25′48″ j. š., 151°48′ z. d.   | součást Kiribati                  |
| Liniové ostrovy               | 503,28                  | 422,42                  | 8813                    |                                  |                                   |